# Marc Santens
Marc baron Santens (Oudenaarde, 29 juli 1926 - aldaar, 25 maart 2018) was een Belgisch ondernemer en bestuurder.

## Biografie
Marc Santens was een zoon van Maurice Santens. Van 1963 tot 2003 was hij president-directeur-generaal van het badstoffenbedrijf Santens (tevens actief in de metaalverwerking en de machinebouw) uit Oudenaarde, een bedrijf dat hij samen met zijn neef Lieven Santens bestuurde. Daarnaast was hij bestuurder van onder meer Sabena, de Vlaamse Uitgeversmaatschappij, Alcatel-Bell Telephone en Uitgeversbedrijf Tijd. Hij was van 1981 tot 1985 voorzitter van het Vlaams Economisch Verbond (VEV) en van 1994 tot 1997 voorzitter van de raad van bestuur van de Kredietbank, waar hij sinds 1973 bestuurder was. Hij volgde er Eddy Wauters op en werd door Paul De Keersmaeker opgevolgd.
In 1994 kocht hij samen met Frank Donck de Damme Golf & Country Club in Damme, die op de rand van de afgrond stond.
In 1986 werd Santens in de adelstand verheven met de titel van baron. Hij was erevoorzitter van het verpleegtehuis Heilig Hart in Oudenaarde, de rechtbank van koophandel Oudenaarde, het Belgisch Weverscomité, Febeltex, Comitextil en VKW Oudenaarde. Hij was ook stichtend lid van Lions Club Oudenaarde.
In 2008 kwamen Santens en enkele familieleden in opspraak voor fraude, nadat een grootschalig onderzoek werd gevoerd dat leidde tot een strafdossier. In december 2015 sprak hij een dading af met de Bijzondere Belastinginspectie van Gent. Alzo kon hij ontkomen aan vervolging, hij betaalde 4,5 miljoen euro om het proces af te kopen.